# Угловой переулок (Москва)
Углово́й переу́лок — тупиковая улица в Тверском районе Москвы, проходящая через Карелин проезд до Новослободской улицы. При пересечении Новослободской улицы переходит в Вадковский переулок.

## История
Ранее назывался Пыхов переулок по фамилии домовладельца, крестьянина села Поречья-Рыбного Ростовского уезда Ярославской губернии, Якова Николаевича Пыхова (1853—1927). В 1922 году переименован в Столбов по домовладельцу Григорию Яковлевичу Столбову. В 1925 году присвоено современное название по его изломанной конфигурации.

## Описание
Движение в переулке одностороннее (в сторону Новослободской улицы). По переулку проходят автобусы № т56, т78 (обратно следуют по улице Бутырский Вал).